# Vincenzo Chimirri
Vincenzo Chimirri (Catanzaro, 7 dicembre 1973) è un cavaliere e tecnico federale di equitazione italiano.

## Palmarès
- 1992 – Medaglia d'argento ai campionati italiani Young Riders (per cavalieri under 21) a Salice Terme
- 1993 – Medaglia d'argento ai campionati italiani Young Riders e primo nella Categoria di Potenza del CSI di Palermo.
- 1994 – Medaglia di bronzo ai campionati italiani Young Riders alla Bagnaia e  primo nei G.P. dei CSI di Babenhausen e Pinerolo in sella ad Oregon
- 1996 – Primo nel G.P. dei CSI di Lubiana e Chernyakhovsk; primo nella Nations Cup di Chernyakhovsk e secondo in quella di Athene in sella a Kiwi.
- 1998 – Medaglia d'oro a squadre e medaglia di bronzo individuale, in sella a Oregon, ai campionati mondiali militari disputati a Roma a Tor di Quinto
- 1999 – Medaglia d'oro individuale e d'argento a squadre in sella a Kim, ai campionati mondiali militari disputati in Libano
- 1999 – quinto nel Gran premio dello Csio di Madrid in sella a Defi Platiere
- 1999 – secondo nel Gran premio dello Csio di Bratislava in sella a Defi Platiere
- 2000 – medaglia di bronzo in sella a Defi Platiere, nella finale di Coppa Samsung disputata a Roma, a Piazza di Siena
- 2000 –secondo classificato nel Gran Premio dello Csio di Modena, al Pavarotti, la seconda gara al mondo per montepremi dopo Calgary
- 2001 – terzo in sella a Defi Platiere nel Gran premio dello Csio di Rotterdam
- 2001 – secondo classificato in sella a Defi Platiere nel Gran Premio dello Csio di Atene
- 2002 – vincitore della Coppa Samsung nella finale di Donaushinghen, con i colori azzurri, in sella a Defi Platiere
- 2002 – azzurro in sella a Rosa VIII ai Campionati mondiali di Jerez de la Frontera
- 2002 – quinto classificato (Rosa VIII) nel Gran Premio dello Csio di Dublino
- 2002 – vincitore del Gran Premio del Csi B di Milano
- 2004 – azzurro nel salto ostacoli  Olimpiadi di Atene (archiviato dall'url originale il 22 febbraio 2017).